# Opiętek bruzdkowany
Opiętek bruzdkowany (Agrilus sulcicollis) – gatunek chrząszcza z rodziny bogatkowatych i podrodziny Agrilinae. Zamieszkuje Palearktykę – Eurazję od Półwyspu Iberyjskiego po Syberię, a ponadto zawleczony został do nearktycznej Ameryki Północnej. Żeruje na dębach, bukach i kasztanach.

## Taksonomia
Gatunek ten opisany został po raz pierwszy w 1780 roku przez Johanna Friedricha Wilhelma Herbsta pod nazwą Buprestis elongatus. Okazała się ona jednak być młodszym homonimem, w związku z czym za ważną uznaje się nazwę, którą nadał Jean Théodore Lacordaire w 1835 roku, w publikacji współautorstwa Jean Baptiste’a Boisduvala.

## Morfologia
Chrząszcz o mocno wydłużonym ciele długości od 6 do 8,5 mm. Ubarwienie wierzchu ciała jest najczęściej metalicznie niebieskie, ale bywa też niebieskozielone, zielone, oliwkowozielone, miedzianozłociste, spiżowe czy czarniawe. Głowa zaopatrzona jest w duże oczy, niemal stykające się z przednią krawędzią przedplecza. Ciemię nie ma głębokiej bruzdy podłużnej, a u samicy jest ono dłuższe niż szerokie, wskutek czego oczy u wierzchołka leżą bliżej siebie niż w przypadku opiętka zwężonego. Czułki samca są wydłużone. Przedplecze ma podwójną krawędź boczną i żeberka przy tylnych kątach. W przeciwieństwie do opiętka zielonego pozbawione jest poprzecznego wcisku. Tarczka wyposażona jest w dobrze widoczne żeberko poprzeczne. Przedpiersie ma płat przedni pośrodku płytko wykrojony do zaokrąglonego. Wyrostek międzybiodrowy przedpiersia ma równoległe boki. U samca drugi z widocznych sternitów odwłoka ma dwa guzki na krawędzi tylnej. Rowek, wzdłuż krawędzi ostatniego widocznego sternitu przy wierzchołku, odgięty do wewnątrz. U samicy poza tym piąty sternit pozbawiony jest modyfikacji. Genitalia samca cechują się płatem środkowym edeagusa z niesymetrycznie rozmieszczonymi nabrzmiałościami.

## Ekologia i występowanie

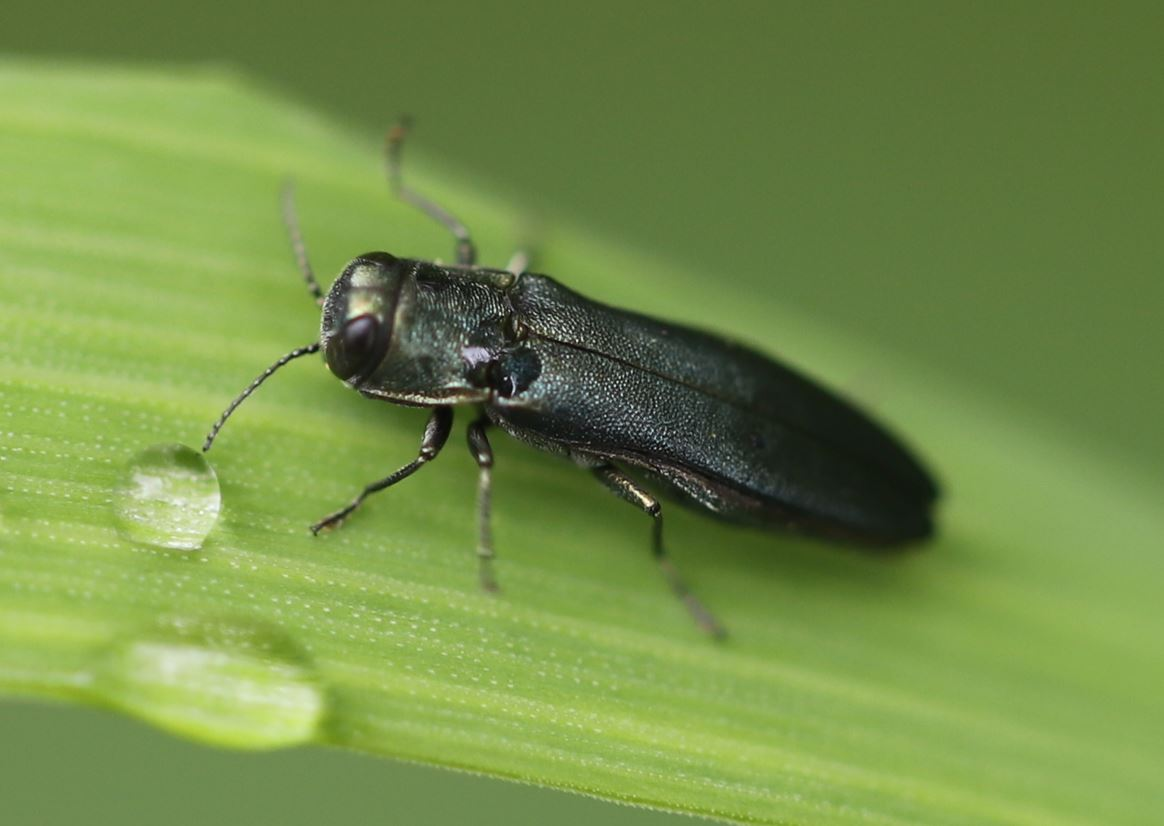
Imago na roślinie

Owad ten zasiedla głównie lasy liściaste, zwłaszcza ich pobrzeża, ale spotykany jest też w parkach i nasadzeniach przydrożnych. Larwy są kambio- i ksylofagiczne. Rozwój przechodzą w korze i pod korą grubszych gałęzi, konarów, pni i pniaków drzew liściastych, preferując wierzchołkowe partie drzew młodszych klas wiekowych. Wśród ich roślin żywicielskich wymienia się dąb burgundzki, dąb bezszypułkowy, dąb czerwony, dąb korkowy, dąb szypułkowy, dąb węgierski, buk zwyczajny i kasztan jadalny. Osobniki dorosłe obserwuje się od kwietnia lub maja do lipca lub sierpnia, ze szczytem pojawu w maju i czerwcu. Są foliofagami prowadzącymi żer uzupełniający na liściach i młodych pędach roślin pokarmowych.
Gatunek pierwotnie palearktyczny, znany z Hiszpanii, Francji, Belgii, Niemiec, Szwajcarii, Austrii, Włoch, Danii, Szwecji, Norwegii, Finlandii, Estonii, Łotwy, Litwy, Polski, Czech, Słowacji, Węgier, Białorusi, Ukrainy, Mołdawii, Rumunii, Bułgarii, Słowenii, Chorwacji, Bośni i Hercegowiny, Serbii, Czarnogóry, Albanii, Macedonii Północnej, Grecji, europejskiej części Turcji oraz europejskiej i syberyjskiej części Rosji. Pod koniec XX wieku zawleczony został do nearktycznej Ameryki Północnej. Do Kanady trafił nie później niż w 1995 roku, do Stanów Zjednoczonych zaś w 2003 roku.